# Smart Communications
Smart Communications, Inc. – operator telefonii komórkowej na Filipinach. Jest częścią grupy PLDT.
Przedsiębiorstwo zostało założone w 1991 roku.